# فومکه
فومکه (انگلیسی: Fómeque) نام شهری در کشور کلمبیا است.